# Opsamates pustulosus
Opsamates pustulosus är en skalbaggsart som beskrevs av Leon Fairmaire 1896. Opsamates pustulosus ingår i släktet Opsamates och familjen långhorningar.
Artens utbredningsområde är Madagaskar. Inga underarter finns listade i Catalogue of Life.